# 涂昇
涂昇（1451年—1510年），字卿儀，號羅峰道人，江西南昌府豐城縣人，匠籍，明朝政治人物。進士出身。

## 生平
早年出身縣學增廣生，成化十三年（1477年）丁酉科江西鄉試第十二名。成化十四年（1478年）戊戌科會試第七十三名，殿試登進士第三甲第八十七名，次年授淮安府盐城县知县，十九年丁内艰，服闋，复補山東蒲臺縣知縣，弘治改元，擢授雲南道監察御史，奉命阅视河南、山东等处馬政，巡按河南，陈治河四事，又疏修弭六事，弘治九年（1496年）掌雲南道印，十一年陞廣東副使。弘治十五年致仕，正德五年庚午六月初四日卒，年六十。

## 家族
曾祖父涂國昇。祖父涂永載，以子涂謙貴封雲南道監察御史。父亲涂觀，曾任寧國知府。母徐氏。弟涂旦為禮科都給事，歷湖廣左布政使。涂景，舉人、廣東四會知縣；涂晏，庠生。
元配鄔氏，贈孺人；继室喻氏，封孺人。生七子：涂相、涂植等。